# Itchy & Scratchy in Miniature Golf Madness
Itchy & Scratchy in Miniature Golf Madness è un videogioco di golf pubblicato per Game Boy nel 1993, che vede protagonisti Grattachecca e Fichetto, personaggi della serie televisiva animata statunitense I Simpson. Sviluppato dalla Beam Software, è stato il primo videogioco ad avere Grattachecca e Fichetto come protagonisti. Nel gioco, il giocatore controlla Fichetto (il gatto) nella sua partita in un campo di minigolf di nove buche, evitando contemporaneamente i costanti attacchi di Grattachecca (il topo).

## Modalità di gioco
Itchy & Scratchy in Miniature Golf Madness è un videogioco d'azione/sportivo a scorrimento orizzontale. Il giocatore controlla il personaggi di Fichetto mentre è alle prese con una partita di minigolf, cercando quindi di fargli ottenere un buon risultato, mentre deve contemporaneamente evitare gli attacchi mortali di Grattachecca. Grattachecca utilizza armi come granate, bazooka, seghe elettriche, e dinamite. Anche Fichetto può trovare delle armi per difendersi come una mazza da baseball o dei coltelli.. Il gioco si suddivide in nove livelli, uno per ogni buca del minigolf.